# Kvistforsens kraftstation
Kvistforsens kraftstation är det sista vattenkraftverket i Skellefte älv innan älven når Bottenviken, stationen ligger strax väster om Skellefteå. Vattnet ledds genom en fem kilometer lång kanal ner till intaget vid den underjordiska maskinstationen. Kanalen grävdes ut med en av Vattenfalls stora släpgrävmaskiner Marion 7400.

## Kvistforsens fiskodling
I Skellefteälven driver Statkraft en lax- och havsöringsodling vid intaget till Kvistforsens kraftstation. Då kraftverket är det sista i Skellefte älv så är bolaget skyldiga att årligen kompensationsodla 100 000 laxsmolt och 24 000 havsöringsmolt, som utplanteras årligen. Laxodlingen är inrymd i en byggnad ovan jord med tre våningsetage med odlingstankar. Genom att förflytta smolten med tyngdkraft mellan tankarna allt eftersom de växer minimerar den manuella hanteringen av smolten. Den färdiga lax- och havsöringsmolten vandrar sedan ut i Skellefteälven och vidare ut i havet.